# Toni Stricker
Pour les articles homonymes, voir Stricker.
Toni Stricker (né le 4 avril 1930 à Vienne, mort le 16 février 2022 à Bad Sauerbrunn) est un compositeur et violoniste autrichien.

## Biographie
À six ans, Toni Stricker reçoit son premier violon et ses premières leçons. Il fait ses études au Conservatoire de Vienne. En raison de ses racines familiales, qui sont du côté de sa mère à Vienne et du côté de son père à Sigleß dans le Burgenland, il grandit avec les danses viennoises et les chansons croates.
En 1953, Stricker devient membre du groupe de jazz de Vera Auer et joue en compagnie de Joe Zawinul, Attila Zoller et Hans Salomon. Avec son premier quintette, il joue régulièrement à Vienne et à Kitzbühel et réalise ses premiers enregistrements radio et sur disque. Il joue en soliste avec les orchestres de Carl de Groof, Erwin Halletz et Johannes Fehring. Stricker incarne le violon swing. À partir de 1957, il part en tournée avec sa propre formation, jouant entre Innsbruck et Davos ainsi qu'entre Zurich et Genève, jusqu'à ce qu'il se retrouve finalement dans le Saloon de Fatty George et se produise ensuite avec Bill Grah, Heinz Grah et Bob Blumenhoven pendant quatre ans.
Stricker commence également à composer : de la musique de danse, des chansons viennoises et du jazz. Il fait des tournées, des apparitions à la télévision et des concerts de gala à travers l'Europe. Après une vie de tournée agitée, Stricker devient maître de concert au Theater an der Wien. Il travaille avec Johannes Fehring à Vienne, avec Paul Kuhn à Berlin, avec Franz Thon et Rolf Kühn à Hambourg, avec Willi Stech à Fribourg et avec Hans Hammerschmid et Max Greger à Munich. En plus de composer, Sticker joue, arrange et produit.
En 1974, Stricker arrête  le violon solo à Vienne, produit la série Strings and Bones avec Erich Kleinschuster et enregistre des disques de chansons viennoises avec son "Toni Stricker-Schrammeln". Cependant, en 1976, il cesse de travailler en tant que musicien commissionné. Deux amis le soutiennent professionnellement et en privé : Gottfried Kumpf, qui est également responsable du déménagement de Stricker à Bad Sauerbrunn avec sa famille en 1977, et André Heller, avec qui il collabore pendant douze ans.
Avec le guitariste Peter Marinoff, un compagnon musical de longue date, Stricker enregistre le LP avant-gardiste Pannonische Balladen und Wiener Tänze, pour lequel il reçoit le Deutschen Schallplattenpreis 1981. Les LP Brot und Wein et Ernte (tous deux produits par Heller) marquent le début d'une période de création intensive.
En 1991, une nouvelle série de concerts est lancée puis se poursuivra jusqu'à sa mort avec le guitariste Michael Hintersteininger.
En privé, Stricker installe un nouveau domicile au Rayol-Canadel-sur-Mer sur la Côte d'Azur et y passe quelques semaines de détente par an. Après une tournée de concerts en Italie en 1997, sortent les albums Horizonte, As time goes by et Charisma. L'année suivante, Stricker donne plusieurs concerts à Londres. Il compose l'album Dialog. Toni Stricker und Edita Gruberová, enregistre avec la Philharmonie slovaque à Bratislava et présenté lors d'un gala au Festival Haydn à Eisenstadt.
De 2003 à 2006, Stricker a joué avec un septuor lors d'une tournée de concerts. En 2007, après une longue tournée de concerts, il commence à travailler sur la composition de la Pannonischen Messe, qui a sa première mondiale en décembre 2008 au Radiokulturhaus de Vienne et est enregistrée par l'ORF. Il avait longtemps voulu écrire une sorte de messe populaire ; il l'avait déjà promis à l'évêque d'Eisenstadt Stephan László trente ans plus tôt. L'année de concert 2010 est couronnée par un grand gala d'anniversaire au Konzerthaus de Vienne.
En 2015, il se retire de toute activité.

## Filmographie
- 1970 : Keine Angst Liebling, ich pass schon auf!
- 1970 : Immer die verflixten Weiber
- 1977 : Tu, felix Austria, was du nicht lassen kannst (TV)
- 1979 : Geschichten aus dem Wienerwald
- 1983 : Der Waldbauernbub (TV)
- 1984 : Le Lieutenant du diable (TV)
- 1980–1989 : Ringstraßenpalais (de) (série télévisée, 25 épisodes)
- 1992 : Der Diamant des Geisterkönigs (TV)
- 1995 : Der Taxichauffeur (documentaire)